# Séc (chứng từ)
Séc hay chi phiếu là một văn kiện mệnh lệnh vô điều kiện thể hiện dưới dạng chứng từ của người chủ tài khoản, ra lệnh cho ngân hàng trích từ tài khoản của mình để trả cho người có tên trong séc, hoặc trả theo lệnh của người ấy hoặc trả cho người cầm séc một số tiền nhất định, bằng tiền mặt hay bằng chuyển khoản. Ngoài ra séc cũng có thể được định nghĩa là một hối phiếu ký phát đòi tiền một ngân hàng, thanh toán ngay khi có yêu cầu.

## Các bên liên quan đến séc
- Bên ký phát, (bên phát hành): là người ký tờ séc để ra lệnh cho ngân hàng.
- Bên thanh toán: là ngân hàng có nghĩa vụ trả tiền theo lệnh của bên ký phát.
- Bên thụ hưởng: bên nhận tiền từ ngân hàng.

Luật pháp của đa số các quốc gia cho phép séc có thể chuyển nhượng cho nhiều người liên tiếp bằng thủ tục ký hậu trong thời hạn hiệu lực của séc.

## Phân loại

### Theo cách xác định người thụ hưởng
- Séc lệnh: trả tiền cho cá nhân hoặc thực thể có tên ghi trên séc hoặc trả cho bên được chuyển nhượng.
- Séc vô danh: trả tiền cho người nắm giữ tờ séc.
- Séc đích danh: trả tiền cho người thụ hưởng được ghi trên Séc.

Theo các yêu cầu để đảm bảo an toàn trong thanh toán séc:
- Séc trơn: mặt sau để trắng hoàn toàn, séc này có thể được ngân hàng trả tiền mặt.
- Séc gạch chéo: mặt sau được gạch hai đường chéo song song, séc này chỉ có thể được trả tiền bằng hình thức ghi có vào tài khoản của người thụ hưởng tại ngân hàng.
- Séc gạch chéo đặc biệt: mặt trước hoặc mặt sau của tờ séc được gạch hai đường chéo song song, giữa hai đường chéo là tên ngân hàng hoặc cả chi nhánh ngân hàng. Séc này chỉ có thể được nộp vào ngân hàng hay chi nhánh ngân hàng ghi trên đó. Ngoài ra séc gạch chéo đặc biệt cũng có thể ghi tên ngân hàng nhờ thu để thuận tiện cho việc giải quyết khi séc bị ngân hàng thanh toán từ chối thanh toán.

### Theo mức độ đảm bảo sẽ nhận được tiền cho người thụ hưởng
- Séc ngân hàng (hay séc tiền mặt): là séc do ngân hàng phát hành nên người thụ hưởng sẽ được đảm bảo thanh toán trừ trường hợp phát hiện ra tờ séc đã bị gian lận. Sở dĩ nó được gọi là séc tiền mặt vì có giá trị gần như tiền mặt do sẽ được thanh toán ngay.
- Séc bảo chi: là một tờ séc được ngân hàng của người phát hành đảm bảo rằng tài khoản của người đó có đủ tiền để được trích ra khi thanh toán. Trong trường hợp này, ngân hàng thường ghi hoặc đóng dấu bảo chi lên tờ séc.

## Thanh toán séc
Xuất trình séc: người nắm giữ xuất trình séc tại:
- Ngân hàng được chỉ định ghi trên séc; hoặc
- Ngân hàng làm dịch vụ thanh toán (ngân hàng nhờ thu). Phương thức này phổ biến hơn do thuận tiện cho người thụ hưởng.

Thanh toán séc: trường hợp séc được xuất trình tại ngân hàng bị ký phát đến thì ngân hàng thực hiện thanh toán cho người thụ hưởng, nếu xuất trình tại ngân hàng nhờ thu thì quy trình như sau:
- Ngân hàng nhờ thu nhận séc và đóng dấu gạch chéo đặc biệt lên đó để khi séc không được thanh toán ngân hàng bị ký phát đến có thể gửi trả lại séc. Tiếp theo họ gửi séc đến ngân hàng bị ký phát, ngân hàng này sẽ kiểm tra tờ séc và nếu séc hợp lệ, tài khoản của người ký phát còn đủ tiền thì tài khoản của người ký phát sẽ bị ngân hàng ghi nợ. Việc thanh toán giữa ngân hàng nhờ thu và ngân hàng bị ký phát được thực hiện thông qua hệ thống thanh toán bù trừ séc.

Séc có thể sẽ không được thanh toán trong những trường hợp sau:
- Người ký phát đình chỉ hoặc hủy bỏ việc thanh toán séc.
- Tài khoản của người ký phát không đủ tiền.
- Chữ ký trên séc không giống với mẫu chữ ký mà người ký phát đã đăng ký tại ngân hàng.
- Tờ séc bị khiếm khuyết, phổ biến là: trị giá của tờ séc bằng chữ và bằng số không giống nhau; ngày tháng đề trên séc là một ngày trong tương lai; không có tên của người hưởng lợi ghi trên séc; séc bị sửa đổi một cách không hợp lệ; séc nhàu nát, bị rách mà không có xác nhận của ngân hàng là do tình cờ; séc được hai ngân hàng gạch chéo nhưng không có đảm bảo của một trong hai ngân hàng đó đối với ngân hàng thanh toán...

Trường hợp séc không được thanh toán do tài khoản của người ký phát không đủ tiền gọi là séc không đủ khả năng thanh toán. Người ký phát sẽ được ngân hàng mà người đó ký phát đến thông báo để thực hiện nghĩa vụ thanh toán cho người thụ hưởng. Nếu người ký phát không thực hiện người thụ hưởng có quyền khởi kiện. Các quốc gia có thể có hệ thống theo dõi những người ký phát séc không đủ khả năng thanh toán, ngoài việc phải chịu trách nhiệm pháp lý, các đối tác thương mại thường sẽ không chấp nhận thanh toán bằng séc đối với những người đã từng ký phát séc không đủ khả năng thanh toán. Theo luật của Việt Nam, người ký phát séc không đủ khả năng thanh toán có thể bị đình chỉ có thời hạn hoặc vĩnh viễn quyền ký phát séc.